# Tony Hawk’s Underground Pro
Tony Hawk’s Underground Pro, или THUG Pro, разработанная сообществом модификация, которая в свою очередь использует движок Tony Hawk's Underground 2. Включает в себя многое из игр серии Tony Hawk’s. В ней присутствуют уровни из других игр серии Tony Hawk’s, физика, новые функции.

## Игровой процесс
Игровой процесс THUG PRO аналогичен играм серии Tony Hawk.

## Разработка
Официальный выпуск модификации состоялся 10 августа 2013 года. В его первой версии присутствовали уровни из Tony Hawk's Underground и Tony Hawk's Underground 2, темы для парка из Tony Hawk's Pro Skater 4 и Tony Hawk's American Wasteland. Также были добавлены некоторые функции, пример одной из них Stall из Tony Hawk's American Wasteland. 10 января 2014 года, был показан трейлер c уровнями из Tony Hawk's American Wasteland,Tony Hawk's Pro Skater 4 (спустя некоторое время уровни из THPS4 были добавлены) и редактор уровней. 12 февраля 2015 открылось публичное бета тестирование. В новой версии были добавленные новые функции, такие как поддержка контроллера PS2, небольшая часть физики из THUG1, новые карты.

## Интересные факты
- Люк Планкетт из Kotaku, позитивно отреагировал на мысль о всех уровнях в серии игры в многопользовательской игре.[1]